# 아리 환초

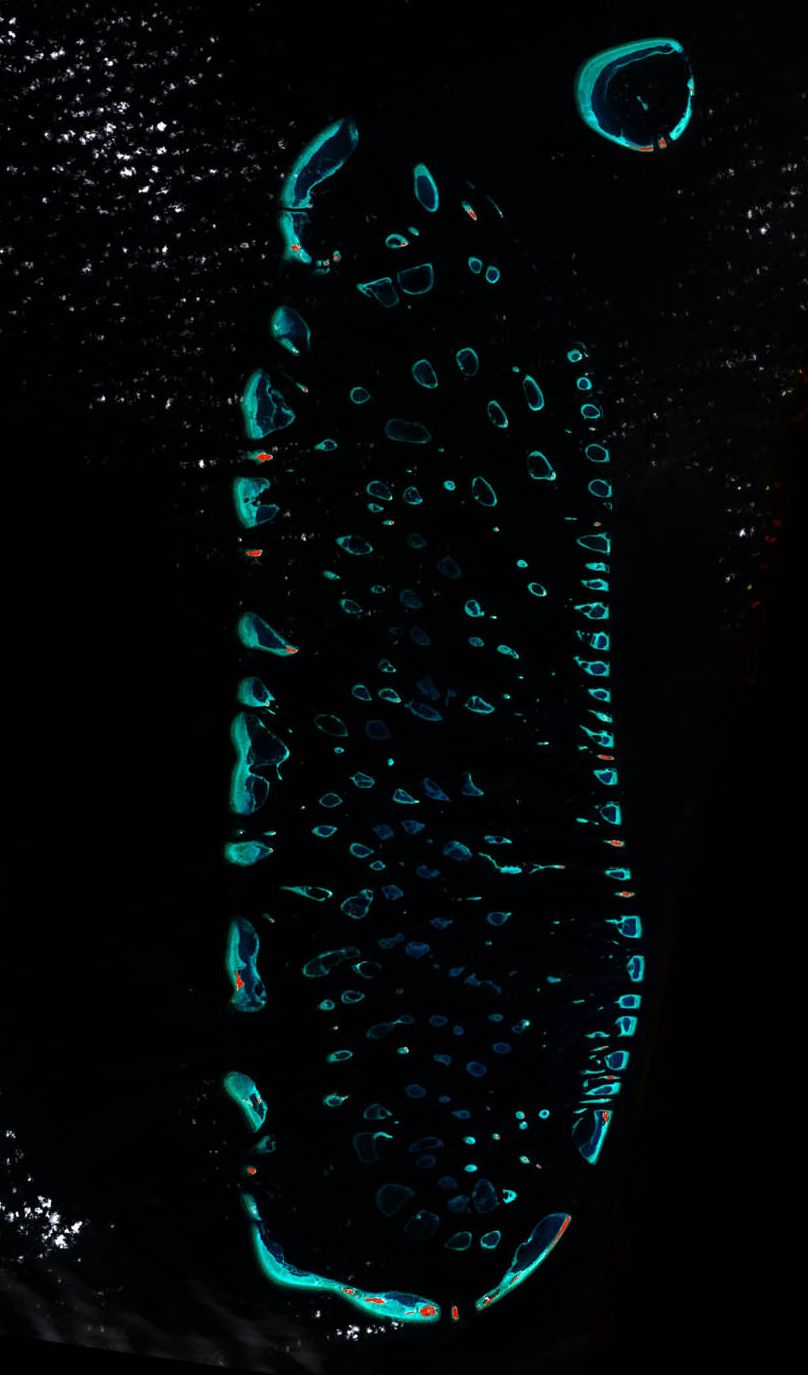
아리산호

아리 환초(Ari Atoll) 또는 아리 산호는 몰디브의 환초들 가운데 하나이다. 군도 서쪽에 위치해 있으며 군도 최대의 환초들 가운데 하나이다. 행정상의 목적으로 2개의 섹션으로 구분되어 있다: 알리프알리프 환초, 알리프달 환초. 이 환초들은 총 105개 섬으로 구성되어 있다.